# Бівак

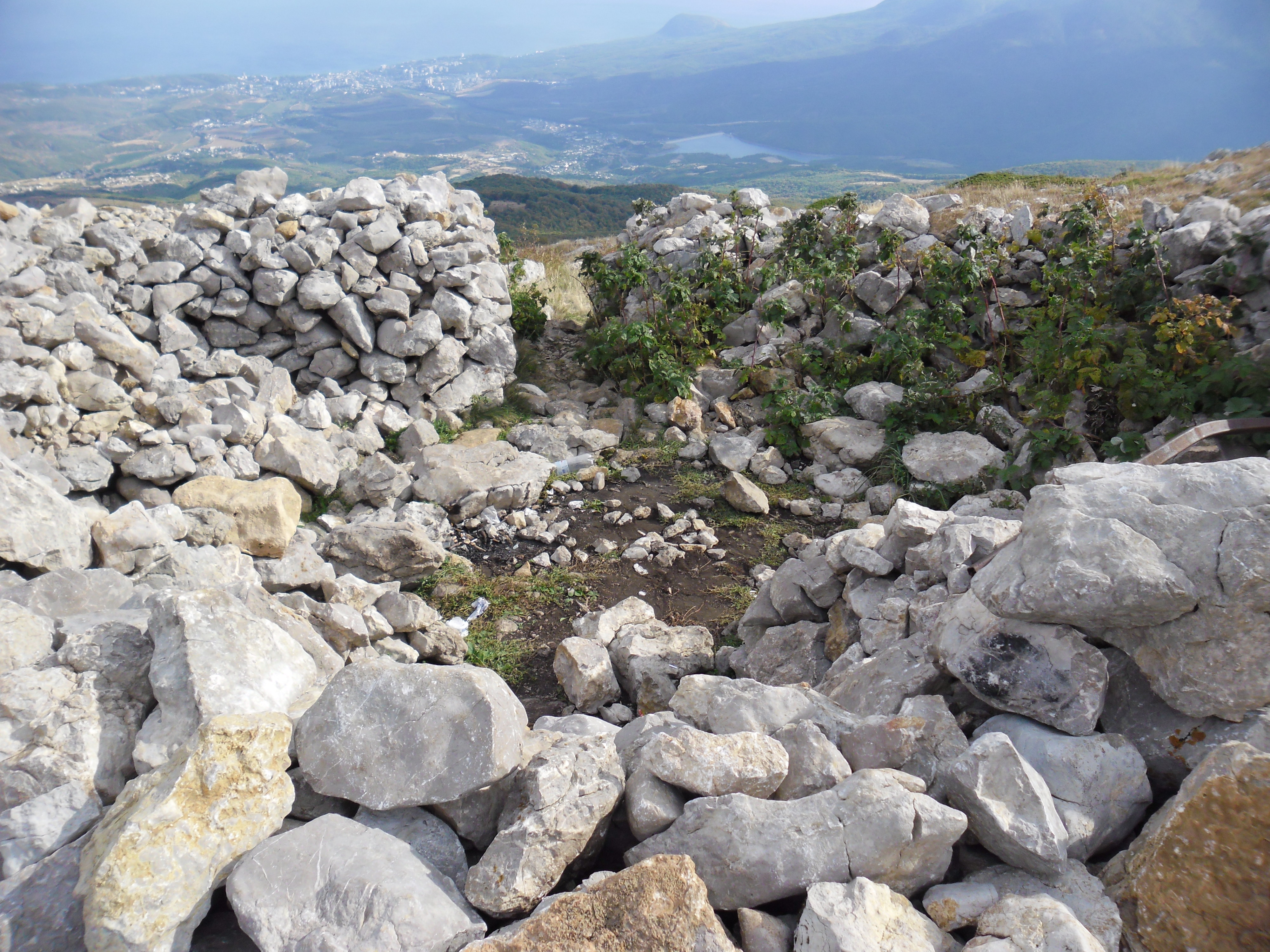
Бівуак, захищений від вітру. Чатир-Даг. Крим. Україна.

Бівак, бівуак (від фр. bivouac) — місце розташування людей на відпочинку та ночівлі в умовах природного середовища; організаційно є обов'язковим елементом окремих видів спорту (пов'язаних з подоланням природних перешкод: альпінізм, скелелазіння, туризм, спелеологія тощо) через необхідність тривалого перебування в природному середовищі.

## Види біваків

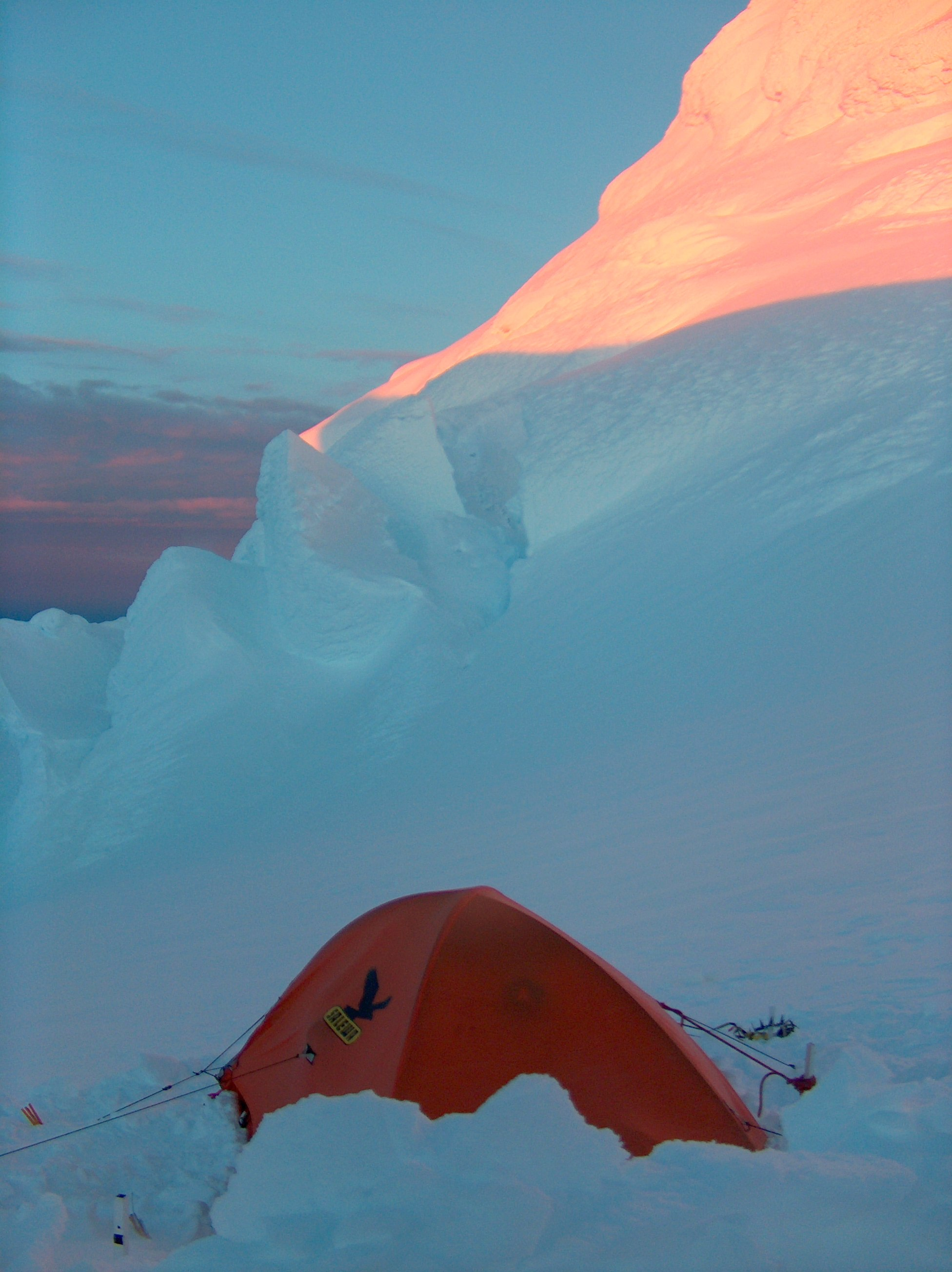
Високогірний бівак

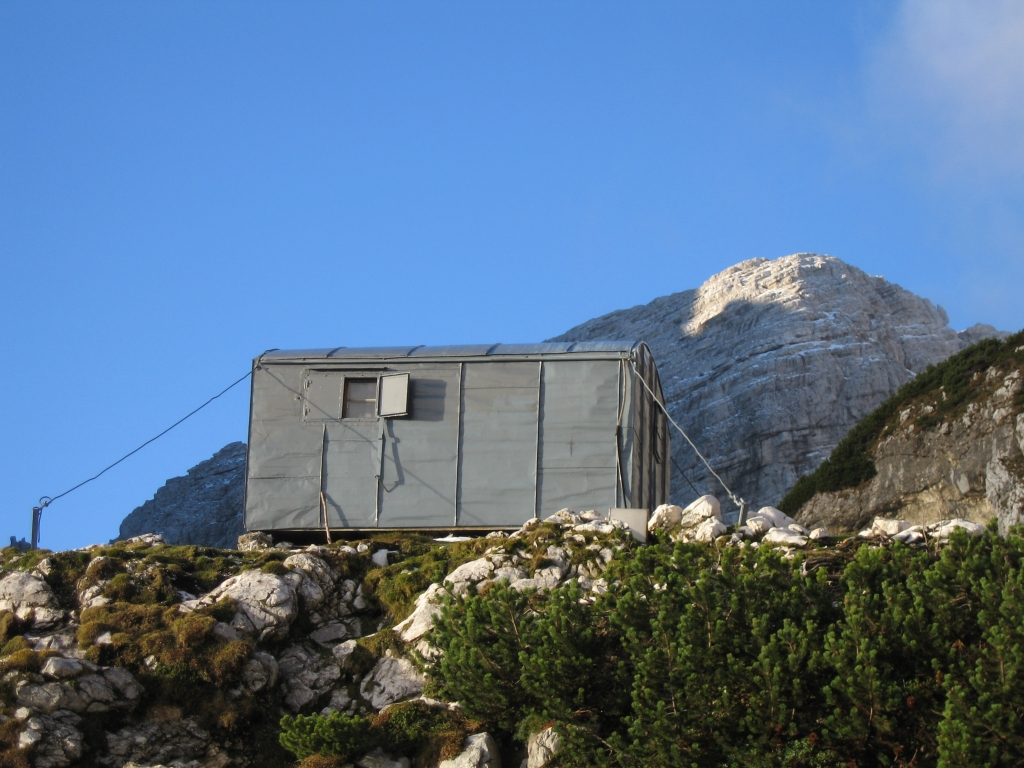
Гірська хатина

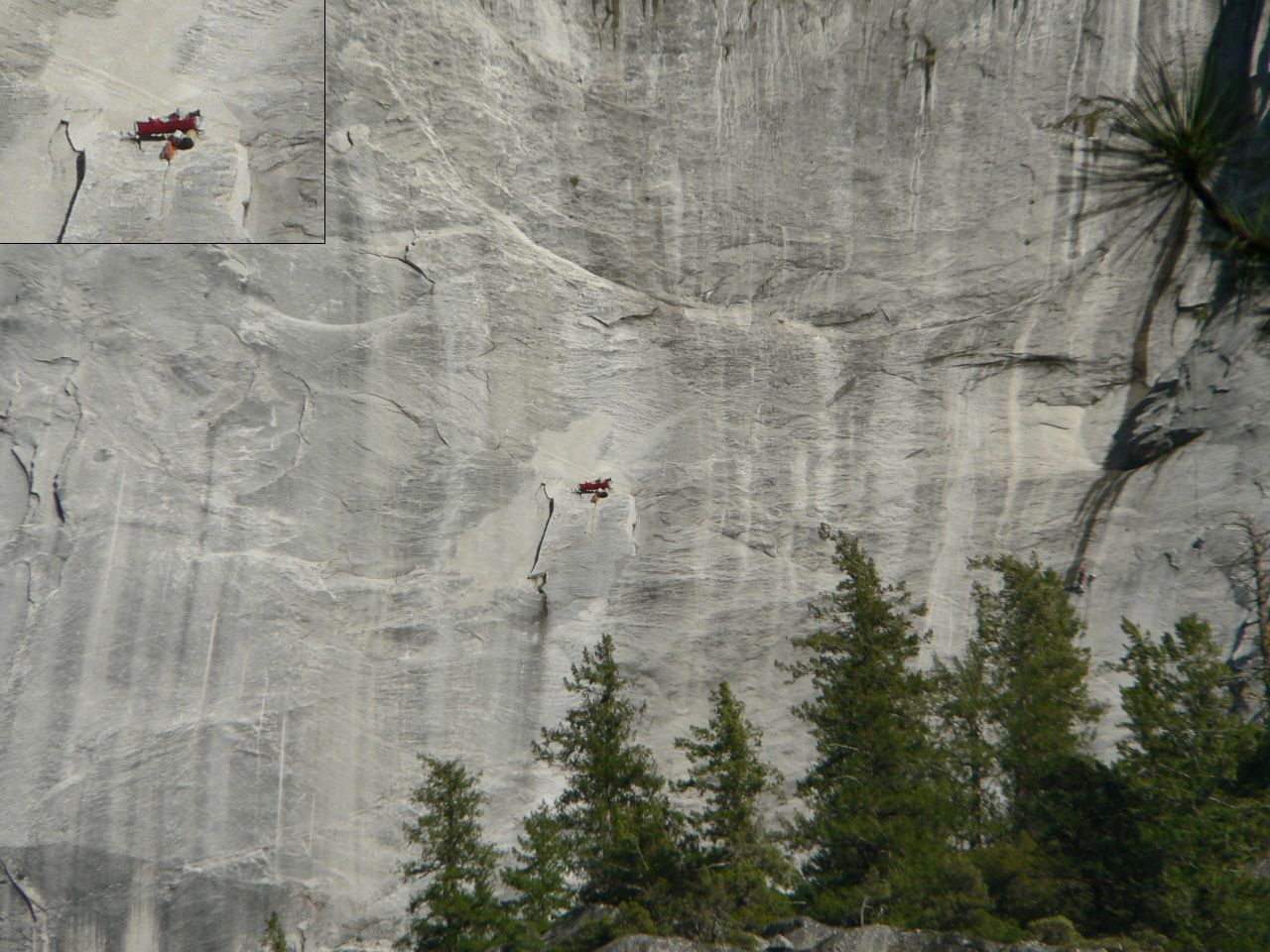
Бівак на стінці в Національному парку Йосеміті, США

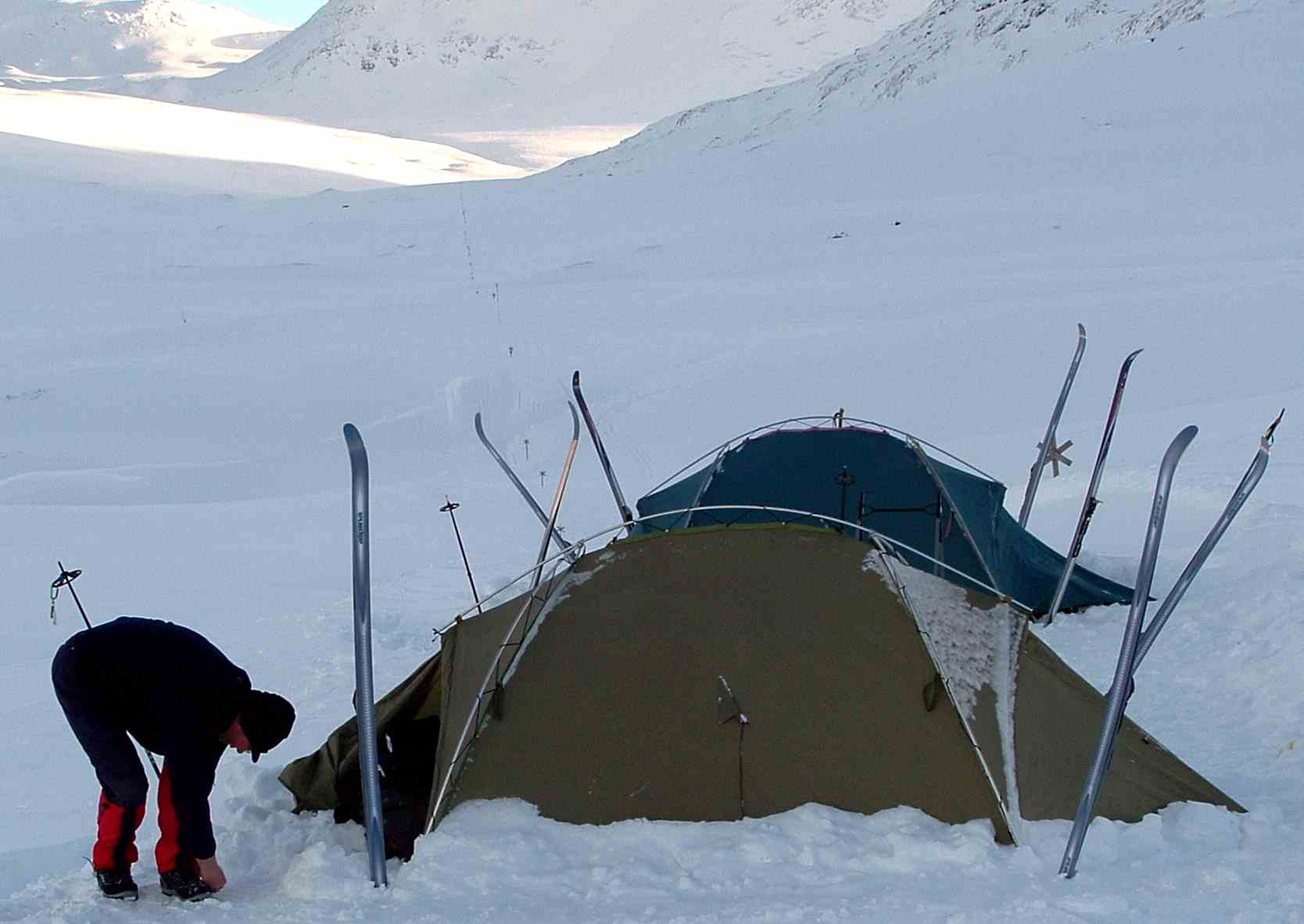
Бівак в зимовому туристичному поході

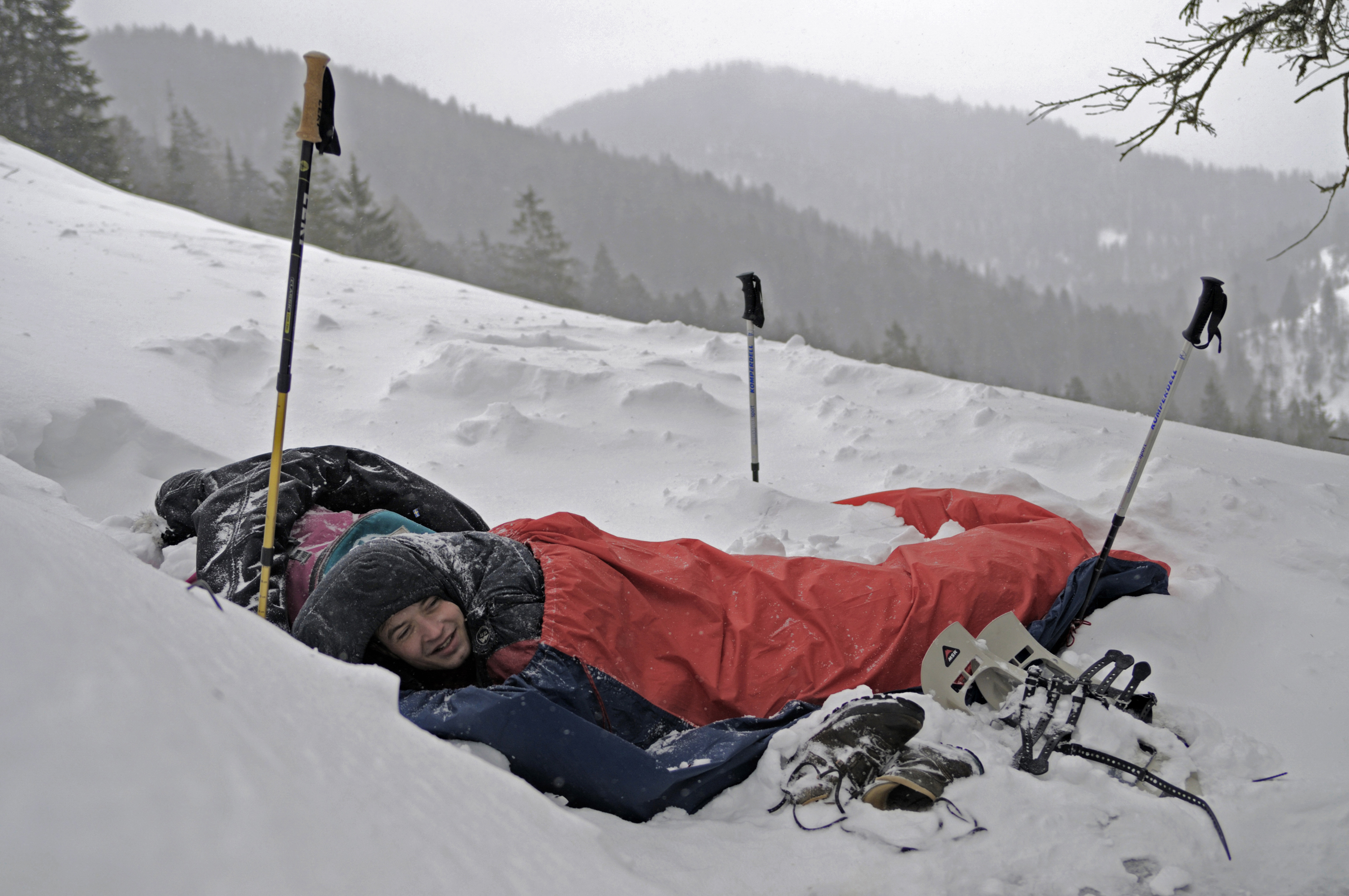
Бівак просто неба з використанням бівуачного мішка

Залежно від умов розташування на ночівлю бівак може бути:
- З використанням бівуачного спорядження
- Без використання бівуачного спорядження[2]

 
Під бівачним спорядженням розуміється спеціальне обладнання (намети, килимки, спальні мішки, обладнання для приготування їжі тощо), яке люди несуть/везуть з собою.
Організація біваку без бівуачного спорядження можливо тоді, коли використовуються можливості місця розташування на бівак.
Способи організації біваку без бівуачного спорядження
- У гірських хатинах, мисливських будиночках і інших спорудах на маршруті. Гірські хатини (колиби, кошари, туристичні притулки) споруджуються в часто відвідуваних гірських районах для укриття людей від негоди і надання місця ночівлі.
- У природних укриттях: гротах, печерах, під великим деревом і ін.
- Під тимчасово побудованих з підручних засобів укриттях: куренях, під навісами з плівки та ін. подібних спорудах[4]
- Просто неба. Даний спосіб можливий, якщо дозволяють природно-кліматичні умови.

У кожному виді спорту є свої особливості організації біваку.

## Бівак в альпінізмі та скелелазінні
Організація біваку в альпінізмі та скелелазінні залежить від особливостей рельєфу, висоти, складності маршруту, кліматичних умов. Організація біваку також передбачає використання обладнання для приготування гарячої їжі: компактних газових плит (пальників), спеціальних каструль, автоклавів.
При сходженні на високі гори використовуються спеціальні високогірні намети, стійкі щодо сильного вітру і морозу.
При сходженні в високих горах для організації біваку використовують також утрамбований вітром сніг, фірн для будівництва вітрозахисних стінок або іглу — сніжної хатини. Якщо дозволяють рельєф і час, то іноді риють печери в снігу.
При сходженні по крутих стрімких стінах, коли немає можливості встановити намет на рівному або відносно рівному місці, використовуються гамаки і виготовлені з легких металевих конструкцій платформи, які підвішують до скелі, забиваючи скельні гаки.

## Бівак в туризмі
Особливість організації біваку туристами полягає в тому, що маршрут який вони проходять, як правило, має більш рівнинний характер. Тому, в залежності від виду туризму використовуються різні види бівуачного спорядження. при занятті пішим або лижним туризмом це, в основному намети, килимки, обладнання для приготування їжі.
 
При організації туристського біваку на відміну від альпінізму, як правило, організовується багаття для приготування їжі, підігріву. Тому в бівачне спорядження входять: пилка, сокира, пристосування для підвіски на вогонь каструль, казанів, призначених для приготування їжі.
 
Автотуристи мають можливість взяти з собою значно більше бівуачного обладнання для забезпечення більш комфортного відпочинку, це можуть бути навіть легкі переносні меблі.

## Бівак в спелеології

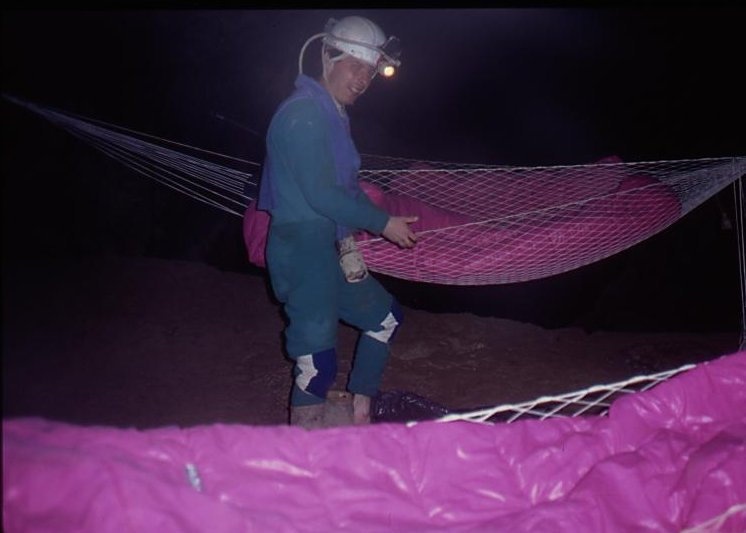
Бівак спелеологів під землею

В спелеології, яку називають іноді «альпінізмом навпаки», пред'являються свої вимоги до організації біваку. Це можуть бути намети, гамаки, спальні мішки, обладнання для приготування їжі, освітлювальне та інше обладнання.